# پیوند پروتئینی

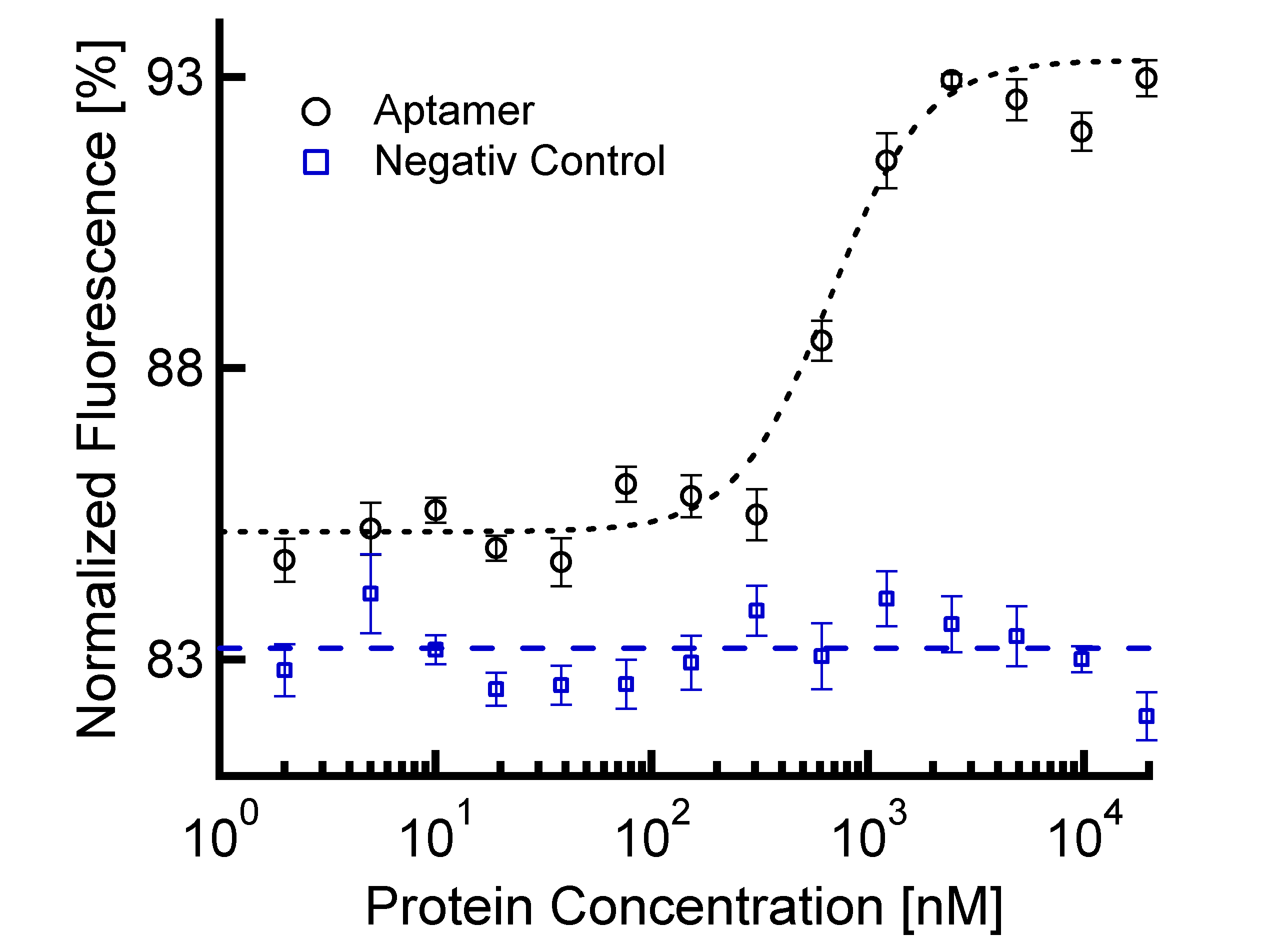
پیوند پروتئینی پلاسما

پیوند پروتئینی پلاسما (انگلیسی: Plasma protein binding) اشاره به اتصال یک ترکیب شیمیایی یا دارو به پروتئین‌های موجود در پلاسمای خون دارد. هر چه میزان پیوند پروتئینی یک دارو کمتر باشد، بیشتر می‌تواند از غشای سلولی عبور یا نفوذ کند. پروتئین‌های معمول موجود در پلاسما، که دارو با آنها پیوند برقرار می‌کند، آلبومین، گلیکوپروتئین، لیپوپروتئین و گلوبولین‌های α، β و γ هستند.